# Brinjahe
Brinjahe est une commune allemande de l'arrondissement de Rendsburg-Eckernförde, Land de Schleswig-Holstein.

## Géographie
Brinjahe se trouve dans le parc naturel d'Aukrug.
|          | Hamweddel   |           |
| Embühren | Brinjahe    | Stafstedt |
|          | Nienborstel |           |

Brinjahe se trouve sur la Bundesstraße 77.

## Histoire
Brinjahe est mentionné pour la première fois en 1538 sous le nom de Brunnia.